# Sweet Taste of Liberty
"Sweet Taste of Liberty" (tạm dịch: "Vị ngọt của Tự do") là tập phim thứ ba trích từ mùa đầu tiên của sê-ri truyền hình của sê-ri truyền hình How I Met Your Mother được phát sóng chính thức vào ngày 3 tháng 10 năm 2005.

## Nội dung
Barney đã quyết định rằng nay chính là thời gian mà Ted thoát khỏi quán rượu mà anh thường xuyên đến và nói với Ted rằng anh muốn làm một điều gì đó "huyền thoại". Anh sau đó đã cùng Ted lên một chiếc xe taxi và chạy đến sân bay vì anh cần phải đón một người quen. Dù vậy, Ted đã không nhận ra rằng anh đã đến sân bay JFK để "đón" phụ nữ. Hai người sau đó đã bàn về việc giả danh thành hai doanh nghiệp quốc tế vừa trở về một chuyến công tác tại Nhật Bản. Barney sau đó đã tiếp tục quyết định rằng họ nên bay đến Philadelphia chỉ vì hai người phụ nữ đẹp sẽ trên chuyến bay đó, vì vậy, anh đã gọi cho Marshall (người đáng ra phải ở nhà học bài) đến Fiero, Philadelphia để "chung vui." Ted và Barney sau đó đã phát hiện hai cô gái này đều có bạn trai và hai người đều chơi cho đội Philadelphia Eagles. Ngoài ra, hai người còn bị bắt bởi đội bảo vệ vì để quên một hành lý cấm tại JFK. Không lâu sau, họ đã được thả khi trong túi chỉ gồm bao cao su và một thanh kẹo PowerBar. Họ sau đó đã theo Sascha, một nữ bảo vệ quyến rũ của sân bay, và không lường trước họ đã đến một bữa tiệc buồn chán. Barney sau đó đã gặp một bảo vệ của  Chuông Tự do và cho rằng sẽ rất "huyền thoại" khi họ liếm chiếc chuông này. Ted sau đó đã từ chối, nhưng sau khi Barney cho rằng anh là bạn thân nhất của anh, Ted đã thay đổi ý định của mình. Trong suốt khỏi thời gian đó, họ luôn khiến Marshall phải trở về nhà hay đi đến Philadelphia một cách chóng mặt, dù vậy, anh đã không đến đó.
Trong khi đó, Lily và Robin đã đến quán rượu cho một đêm dành cho nữ giới. Lily sau đó đã khá ghen tị khi Robin nhận được nhiều sự chú ý từ giới đán ông trong quán và nhận ra rằng không ai muốn tiếp xúc với cô chỉ vì chiếc nhẫn cưới của mình. Cô sau đó đã hỏi Marshall về việc tháo chiếc nhẫn nhưng anh cũng đã đồng ý. Lily sau đó đã cố gắng nhưng chỉ thu hút được một chàng trai bị đồng tính, người nhắc rằng cô đang ngồi trên một trái nho. Robin sau đó khá khó chịu vì hành vi của cô và cho rằng thứ mà Lily được mọi phụ nữ khao khát nhất đó chính là một người bạn trai tốt. Chàng trai đồng tính sau đó đã giúp cô chùi phần nho ở mông nhưng bị Marshall phát hiện khi anh trở lại vì việc làm của Lily. Sau khi biết được mọi chuyện thì anh đã ôm chàng trai ấy. Dù vậy, bạn trai của chàng trai đồng tính đã ghen tức và gây gổ với Marshall.

## Nối tiếp
- Marshall trong phim thường xuyên hát vào mọi thời điểm, việc làm này của anh đã được nhắc lại một lần nữa trong tập "Spoiler Alert".

## Sản xuất
Trong một cảnh của tập phim, Barney nói, "Nó sẽ trở thành một huyền...chờ chút đã và tớ mong cậu không lên máu vì từ từ thứ hai tớ sẽ nói là...THOẠI!" Người đồng sáng lập của bộ phim Craig Thomas cho rằng đây chính là dòng kịch bản mà anh thích nhất từ trước đến nay.